# 大分市議会
大分市議会（おおいたしぎかい）は、大分県の県庁所在地である大分市に設置されている地方議会である。

## 概要
- 定数 - 44人
- 議長 - 二宮博（自由民主党）
- 副議長 - 高橋弘巳（新市民クラブ）
- 任期 - 2021年（令和3年）3月10日 - 2025年（令和7年）3月9日
- 定例会 - 3月、6月、9月、12月（年4回）

| 会派名             | 議員数 | 党派                              | 女性議員数 | 女性議員の比率(%) |
| ------------------ | ------ | --------------------------------- | ---------- | ----------------- |
| 自由民主党         | 14     | 自由民主党                        | 0          | 0                 |
| ネットワークみらい | 9      | 社会民主党4・立憲民主党1・無所属4 | 0          | 0                 |
| 公明党             | 6      | 公明党                            | 1          | 16.67             |
| 新市民クラブ       | 4      | 無所属                            | 0          | 0                 |
| 立憲民主党         | 2      | 立憲民主党                        | 1          | 50                |
| 日本共産党         | 2      | 日本共産党                        | 1          | 50                |
| Ｏｉｔａ市民クラブ | 2      | 無所属                            | 1          | 50                |
| 無所属             | 4      | 日本維新の会1・無所属3            | 0          | 0                 |
| 計                 | 43     |                                   | 4          | 9.09              |

## 議員報酬等
| 役職   | 議員報酬        | 政務活動費  |
| ------ | --------------- | ----------- |
| 議長   | 月額 76万6000円 | 月額 10万円 |
| 副議長 | 月額 69万5000円 | 月額 10万円 |
| 議員   | 月額 64万1000円 | 月額 10万円 |

- 別途、年2回期末手当あり
- 政務活動費の残金は市に返還する義務がある
- 議員年金は2011年（平成23年）6月1日で廃止されている

## 沿革
- 2005年（平成17年）1月1日 - 佐賀関町及び野津原町を大分市に編入合併。旧佐賀関町議会は定数16人、旧野津原町議会は定数12人であったが、在任特例は設けず、大分市議会の定数を50人とする[1]
- 2005年（平成17年）3月10日 - 定数を48人とする[1]。合併特例により、大分選挙区（定数46人）のほか、旧佐賀関町に佐賀関選挙区、旧野津原町に野津原選挙区（各定数1人）を置く[2]。
- 2009年（平成21年）3月10日 - 合併特例の終了に伴い、定数を46人とする[1]。
- 2013年（平成25年）3月10日 - 定数を2人削減し、44人とする[3]。

## 大分市議会だより
大分市議会が発行する「大分市議会だより」は、2011年（平成23年）、2013年（平成25年）、2015年（平成27年）の3度にわたり、議会報コンクールで最優秀賞を受賞している。

## 事件・不祥事
- 2025年5月、大分市議会議員の山本卓矢容疑者らが競売入札妨害の疑いで逮捕・送検された。[5]

## 主な議員及び出身者
- 牧たかひろ（現職）‐テレビリポーター・ラジオパーソナリティ
- 高松大樹（現職）[3] - 元プロサッカー選手（大分トリニータ）
- スカルリーパーA-ji（現職）[3] - プロレスラー
- 村山富市 - 第81代内閣総理大臣
- 衛藤晟一 - 参議院議員